# Fred Diamond
Fred Diamond (19 november 1964) is een Amerikaans wiskundige. Zijn onderzoek richt zich op modulaire vormen en Galoisrepresentaties
Diamond studeerde aan de Universiteit van Michigan. Hij behaalde zijn bachelordiploma in 1983, waarna hij in 1988 bij Andrew Wiles aan de Universiteit van Princeton promoveerde. Hij is professor aan de King's College in Londen.
Samen met Christophe Breuil, Brian Conrad en Richard Taylor werkte Diamond aan een bewijs voor het volledige vermoeden van Taniyama-Shimura. Zij veralgemeenden daarmee het werk van Andrew Wiles en Richard Taylor, dat op zich voldoende was om de laatste stelling van Fermat te bewijzen. 

## Werken
- (en)  met J. Shurman: A first course in modular forms, Springer 2005